# خانه علیرضا قرهی
خانه علیرضا قرهی مربوط به دوره قاجار است و در شهرستان اصفهان، بخش کوهپایه، بافت روستای تاریخی قهی واقع شده و این اثر در تاریخ ۳۰ تیر ۱۳۸۴ با شمارهٔ ثبت ۱۲۱۰۴ به‌عنوان یکی از آثار ملی ایران به ثبت رسیده است.